# Виберг, Ингрид Сегерстедт
Ингрид Сегерстедт Виберг (швед. Ingrid Segerstedt Wiberg, 18 июня 1911 — 21 мая 2010) — шведская журналистка и политик.

## Биография
Ингрид Сегерстедт родилась в Лунде в 1911 г. Её родителями были историк религии Торгни Сегерстедт и Августина Вильгельмины Сюннестведт. Философ и социолог Торгни Сегерстедт младший приходился ей братом. Её семья переехала сначала в Стокгольм, а затем в Гётеборг, когда её отец стал главным редактором газеты Göteborgs Handels- och Sjöfartstidning. В 1934 г. она вышла замуж за инженера-строителя Андерса Виберга, от которого у неё родился сын. Во время Второй мировой войны они удочерили девочку.
В 1945—1949 гг. Ингрид Сегерстедт работала в Гётеборге куратором по делам беженцев, в 1949—1953 гг. была редактором журнала Världshorisont («Мировой горизонт»), а в 1968—1973 гг. его ответственным издателем. В 1969—1976 гг. работала редактором ежедневной либеральной газеты Göteborgs-Posten («Гётеборгская почта»).
Ингрид Сегерстедт участвовала также в политической деятельности. В 1958—1970 гг. она была депутатом риксдага от партии либералов сначала во второй палате, а с 1959 г. — в первой. В 1960—1970 гг. она входила в Конституционный комитет риксдага, в 1968—1973 гг. она была председателем шведской ассоциации в ООН. Ингрид Сегерстедт занималась вопросами социальной политики, образования, иммиграции и беженцев, темой разоружения. Она была членом Международного женского союза за мир и свободу и председателем его шведского отделения в 1975—1981 гг., в 1955 г. она представляла его на встречах в Китае с китайскими женщинами, была в составе делегации в Иерусалиме для участия в мероприятии «Время для мира 1990», посетила лагерь беженцев на Западном берегу реки Иордан, о чём написала статью в Göteborgs-Posten. В 1999 г. она вышла из партии либералов, поскольку та выступала за вхождение Швеции в НАТО, но вернулась в неё в 2005 г.
За свои заслуги Ингрид Сегерстедт в 1946 г. была награждена норвежским Крестом свободы, была выбрана почётным доктором Гётеборгского университета, в 1994 и 2007 гг. была награждена медалью Бертиля Олина. В её честь названа средняя школа.
Ингрид Сегерстедт умерла в 2010 г. в Гётеборге.